# Escatologia jueva

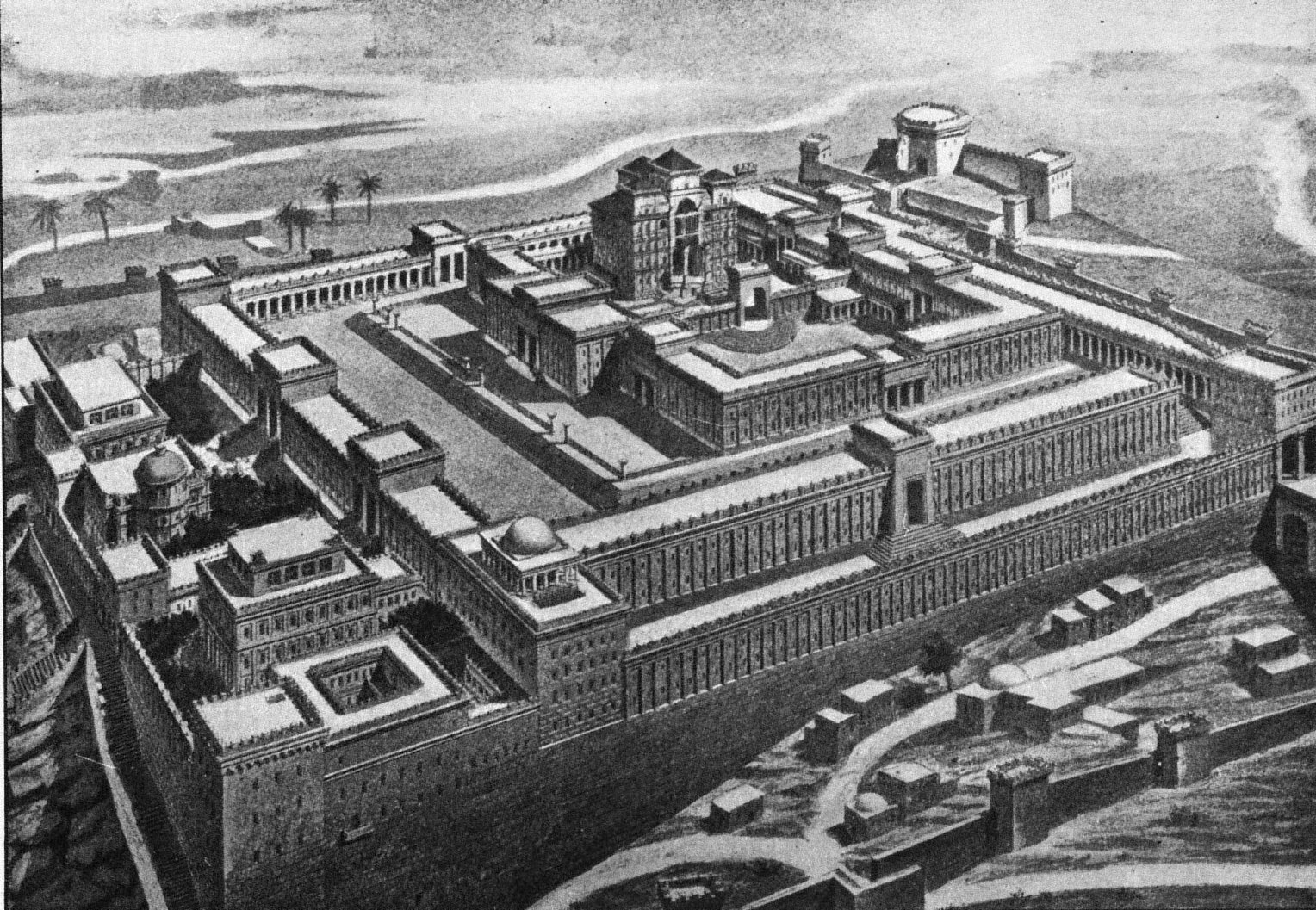
Reconstrucció del Temple de Jerusalem.

L'escatologia jueva se centra en l'estudi del Messies i de l'Olam ha-ba (en hebreu "el món per venir"). La paraula Maixíah en hebreu (משיח) significa 'l'ungit'. En el judaisme, el Messies és un ésser humà mortal, un descendent del Rei David, que aportarà una nova era messiànica de pau i prosperitat a Israel i a totes les nacions del món. La descripció dels fets és la següent:
1. Tot el poble d'Israel tornarà a la Torà.
2. El poble d'Israel tornarà a la terra d'Israel.
3. El Temple de Jerusalem serà reconstruït.
4. Israel viurà entre les nacions, i serà prou fort per defensar-se.
5. Finalment, la guerra, l'odi i la fam s'acabaran, i una era de pau i prosperitat vindrà sobre la terra.